# Peugeot Type 61 e 71
Le Type 61 e 71 erano due modelli di autovettura prodotti tra il 1904 ed il 1905 dalla Casa automobilistica francese Peugeot.

## Profilo
Erano due vetture dalla vocazione familiare, per molti versi antenate delle odierne station wagon, pur mantenendo una configurazione di carrozzeria che ricordava invece delle cabriolet. 
La prima ad essere lanciata è stata la Type 61, una vettura di classe alta, anche se lontana da quelle che all'epoca erano le auto di gran lusso. Questa vettura era di dimensioni relativamente ragguardevoli per l'epoca: 3.48 m di lunghezza per 1.58 di larghezza. Il passo era invece di 2.3 metri. Sono dimensioni che oggigiorno sono appannaggio di una comunissima city-car, ma che all'epoca erano proprie di vetture di una certa classe. La Type 61 montava un motore a 4 cilindri della cilindrata di 2155 cm³. Tale motore era in grado di spingere la Type 61 ad una velocità massima di 50 km/h. Fu prodotta solo nel 1904 in 147 esemplari.

Le subentrò nel 1905 la Type 71, ancor più grande, essendo lunga 3.70 m, con un passo di 2.67 metri che le consentiva di migliorare ulteriormente l'abitabilità interna. Il motore era lo stesso della Type 61, ma leggermente rivisto in modo da incrementare le prestazioni: la velocità massima saliva così a 65 km/h. La Type 71 fu prodotta in 103 esemplari.